# Pierphulia rosea
Pierphulia rosea is een vlindersoort uit de familie van de Pieridae (witjes), onderfamilie Pierinae.
Pierphulia rosea werd in 1956 beschreven door Ureta.